# Sunset Sons
Sunset Sons (с англ. — «Сыны заката») — британо-австралийская инди-группа, основанная в городе Сорт-Осгор, в департаменте Ланды на юго-западе Франции, известном как «Европейская Столица серфинга».
Группа выпустила четыре демо-альбома и дебютный альбом Very Rarely Say Die, который был выпущен 1 апреля 2016 года. Они гастролировали по всей Великобритании, Ирландии, Европе и на западном побережье США.

## Основание группы
Группа начала образовываться, когда барабанщик Джед Лэйдлоу был в гостях у подруги, которую он встретил во время обучения серфингу на Канарских островах, в баре под названием Le Surfing, находящимся на пляже у Осгора.
В ту ночь певец Рори Уильямс выступал в баре, где он также работал уборщиком. Рори переехал туда за год до этого. Они подружились и решили создать группу, чтобы заработать денег на зимний сезон, вместе с друзьями Робином Уиндрамом (гитара) и Пит Харпером (бас).
Изначально они выступали как кавер-группа под названием Cheerleaders. Выступали они во французских Альпах зимой, чтобы развлекать молодёжь-сноубордистов в трёх долинах. В основном в городах Тинь и Валь д’Изер.
После выступления в разных барах горнолыжных курортов (иногда до трёх выступлений за день), они становятся известными за их необычный выбор песен. После этого они решили начать писать свои собственный песни.
После переезда обратно в Осгор, для выступлений летом они изменили своё название на Sunset Sons. Они проводили каждую пятницу в местной танцевальной студии, сочиняя песни.
Джед отправил несколько набросков, чтобы солист Сони Стив из бывшей группы Джеда, оценил их. Стив искал новый проект-Менеджмент в то время и улетел в Осгор, чтобы убедить их спеть четыре песни в маленьком баре, и был поражен реакцией толпы.
Стив помог им записать их дебютный демо-альбом группы в доме, который они арендовали в Осгоре на зиму, с продюсером Джеймсом Льюисом. Они назвали альбом Le Surfing EP из-за бара, где они встретились.
Le Surfing официально был выпущен 20 февраля 2014 года и поднялся до 6 строчки в рок-чарте iTunes. Это привлекло внимание звукозаписывающих компаний и издателей.
Стив был заинтересован в том, чтобы группа соответствовала своему статусу. Именно поэтому он отказывался от концертов в больших городах Франции и Великобритании.

## С 2014 по настоящее время
В апреле 2014 года их трек She Wants завоевал звание «Next Hype» от Зейна Лоу, и был добавлен в BBC Radio 1’s ‘Introducing’ playlist. В июне 2014 года они подписали контракты с Polydor Records, Vagrant Records and Kobalt Music.
Летом 2014 года можно было заметить, как они играют на BBC Introducing и на Leeds festival среди многих других исполнителей.
Их первый официальный релиз «No Bad Days EP» (продюсер Джеймс Льюис) был выпущен 28 октября 2014 года и взлетел на первое место в iTunes рок-чарте, а также рек был добавлен в BBC 1 в плей-лист «New Music We Trust», что означает: «Новая музыка, которой мы доверяем». В январе 2015 года, группа была номинирована на лучший звук BBC, MTV Brand New 2015.
Их второй официальный выпуск «The Fall Line EP» (продюсер Кэтрин Маркс) был выпущен 9 марта 2015 года, а также поднялся на первое место в iTunes рок-чарте, а трек Medicine был песней дня на BBC 1.
В марте 2015 года группа отправилась в Нэшвилл, чтобы начать запись своего дебютного альбома.
Летом 2015 года группа выступила на фестивале в Гластонбери. Затем они приняли участия во многих других летних фестивалях по всей Европе.
Их третий релиз, «She Wants EP», был выпущен 23 июля 2015. Главный[уточнить] трек релиза — «She Wants». Именно поэтому их третий релиз был так назван. 
9 августа 2015 года, группа сказала, что они вновь работают над их дебютным альбомом. Они признались, что в альбоме будут треки со времен выступлений в Нэшвилле. Но также они добавили, что все старые треки будут перезаписаны и исправлены с целью, чтобы закончить альбом к концу лета 2015 года.

В октябре 2015 года группа Imagine Dragons пригласили Sunset Sons в качестве основной поддержки для их Европейского тура, охватывающего 35 городов Германии, Франции, Бельгии, Великобритании, Ирландии, Испании,Нидерландов, Швеции, Норвегии, Италии и Швейцарии.
16 октября 2015 года они выпустили свой самый известный на данный момент, трек «On The Road», в качестве благодарности Imagine Dragons за то, что те пригласили Sunset Sons в их европейский тур.[стиль]
В январе 2016 года группа объявила, что их дебютный альбом 'Very Rarely Say Die', будет выпущен 1 апреля 2016 года.
Их песни Remember и Medicine включены в видеоигры Guitar Hero Live.
Группа появилась на BBC Radio 1-шоу 27 октября 2015 года, чтобы поговорить о музыке в видео играх.

## Участники группы
- Рори Уильямс (Вокал, Клавиши)
- Джед Лейдлоу (Ударные)
- Робин Уиндрам (Гитара, Бэк-Вокал)
- Пит Харпер (Бас-Гитара)

## Дискография

### Альбомы
- Very Rarely Say Die (1 Апреля 2016 Года)
- Blood Rush Déjà Vu (1 Ноября 2019 Года)

### Демо-Альбомы
- Le Surfing EP (20 февраля 2014)
- No Bad Days EP (28 октября 2014)
- The Fall Line EP (9 марта 2015)
- She Wants EP (23 июля 2015)

### Саундтреки
- «Watch Your Back» используется в титрах в Netflix в сериале Bloodline
- «Remember» используется в Guitar Hero Live (Ноябрь 2015)
- «Medicine» используется в Guitar Hero Live (Ноябрь 2015)
- «Remember» используется в Dream League Soccer 16
- «Blondie» используется в Dream League Soccer 16
- «Medicine» используется в Dream League Soccer 16
- «On the Road» используется в Dream League Soccer 16
- «VROL» используется в Dream League Soccer 17
- «Love Lights» используется в Dream League Soccer 19